# 광주경신중학교
광주경신중학교(光州景信中學校)는 대한민국 광주광역시 북구 용봉동에 있는 사립 중학교이다.

## 학교 연혁
- 1972년 12월 26일 : 광주숭일여자종합고등학교 설립인가
- 1975년 6월 28일 : 학교법인 춘광학원 설립 인가, 제1대 이사장 이형영 박사 취임
- 1975년 12월 23일 : 광주경신여자고등학교로 교명 변경 승인
- 1982년 12월 7일 : 강당 겸 체육관 준공식 총 건평 371.2평
- 1983년 12월 29일 : 경신여자중학교 설립인가 (총 24학급)
- 1984년 3월 1일 : 경신여자중학교 제1대 최응록 교장 겸임
- 1984년 3월 5일 : 경신여자중학교 제1기 입학식
- 1987년 2월 10일 : 경신여자중학교 제1회 졸업식 (8학급 524명)
- 2001년 2월 5일 : 제3대 이사장 이형영 박사 취임
- 2001년 3월 1일 : 경신여자중학교에서 광주경신중학교로 교명 개명
- 2024년 3월 1일 : 광주경신중학교 제12대 이복현 교장 취임
- 2025년 1월 6일 : 광주경신중학교 제39회 졸업식(졸업생총수 15,005명) 졸업(184명)

## 참고 자료
- 광주경신중학교 - 한국교육학술정보원 학교알리미